# العلاقات الإيطالية التشيلية
العلاقات الإيطالية التشيلية هي العلاقات الثنائية التي تجمع بين إيطاليا وتشيلي.

## مقارنة بين البلدين
هذه مقارنة عامة ومرجعية للدولتين:
| وجه المقارنة                                              | إيطاليا                                                  | تشيلي                         |
| --------------------------------------------------------- | -------------------------------------------------------- | ----------------------------- |
| المساحة (كم2)                                             | 301.34 ألف                                               | 756.10 ألف                    |
| عدد السكان (نسمة)                                         | 60.60 مليون                                              | 17.37 مليون                   |
| الكثافة السكانية (ن./كم²)                                 | 201.1                                                    | 22.97                         |
| العاصمة                                                   | روما، فلورنسا، تورينو                                    | سانتياغو                      |
| اللغة الرسمية                                             | اللغة الإيطالية                                          | اللغة الإسبانية               |
| العملة                                                    | يورو، ليرة إيطالية                                       | بيزو تشيلي، وحدة حساب تشيلية ‏ |
| الناتج المحلي الإجمالي (بليون دولار)                      | 1.93 تريليون                                             | 277.08 مليار                  |
| الناتج المحلي الإجمالي (تعادل القوة الشرائية) بليون دولار | 2.26 تريليون                                             | 419.39 مليار                  |
| الناتج المحلي الإجمالي الاسمي للفرد دولار أمريكي          | 29.96 ألف                                                | 13.42 ألف                     |
| الناتج المحلي الإجمالي للفرد دولار أمريكي                 | 35.46 ألف                                                | 22.07 ألف                     |
| مؤشر التنمية البشرية                                      | 0.873                                                    | 0.832                         |
| رمز المكالمات الدولي                                      | +39                                                      | +56                           |
| رمز الإنترنت                                              | .it                                                      | .cl                           |
| المنطقة الزمنية                                           | توقيت وسط أوروبا، ت ع م+01:00، ت ع م+02:00، أوروبا/روما ‏ | 00، 00، 00، 00                |

## مدن متوأمة
في ما يلي قائمة باتفاقيات التوأمة بين مدن إيطالية وتشيلية:
- ترتبط كاستلالتو مع San Esteban, Chile [الإنجليزية]‏ باتفاقية توأمة.
- ترتبط أوبيدو لوكانو مع إيكويكو باتفاقية توأمة.
- ترتبط فينيولا مع أنخول باتفاقية توأمة.

## منظمات دولية مشتركة
يشترك البلدان في عضوية مجموعة من المنظمات الدولية، منها:
| علم المنظمة | اسم المنظمة                               | تاريخ انضمام إيطاليا | تاريخ انضمام تشيلي |
| ----------- | ----------------------------------------- | -------------------- | ------------------ |
|             | يونسكو                                    | ?                    | 7 يوليو 1953       |
|             | الفريق المعني برصد الأرض                  | ?                    | ?                  |
|             | مؤسسة التمويل الدولية                     | 27 ديسمبر 1956       | 15 أبريل 1957      |
|             | المركز الدولي لتسوية المنازعات الاستشارية | 28 أبريل 1971        | 24 أكتوبر 1991     |
|             | منظمة التعاون الاقتصادي والتنمية          | 29 مارس 1962         | ?                  |
|             | منظمة حظر الأسلحة الكيميائية              | ?                    | ?                  |
|             | مؤسسة التنمية الدولية                     | 24 سبتمبر 1960       | 30 ديسمبر 1960     |
|             | منظمة التجارة العالمية                    | 1995                 | ?                  |
|             | وكالة ضمان الاستثمار متعدد الأطراف        | 29 أبريل 1988        | 12 أبريل 1988      |
|             | الاتحاد البريدي العالمي                   | ?                    | ?                  |
|             | الاتحاد الدولي للاتصالات                  | 1866                 | 1908               |
|             | منظمة الشرطة الجنائية الدولية             | ?                    | ?                  |
|             | الأمم المتحدة                             | 14 ديسمبر 1955       | 24 أكتوبر 1945     |
|             | البنك الدولي للإنشاء والتعمير             | 27 مارس 1947         | 31 ديسمبر 1945     |
|             | المنظمة الهيدروغرافية الدولية             | ?                    | ?                  |

## أعلام
هذه قائمة لبعض الشخصيات التي تربطها علاقات بالبلدين:
- أرتورو صلاح (لاعب كرة قدم تشيلي، 4 ديسمبر 1949 – )
- أمريكا أوليفو (5 يناير 1978[21][22] – )
- باز بسكونيات (ممثلة تشيلية، 2 يونيو 1975 – )
- بياتريس مانسيا مارينيلو (لاعبة شطرنج تشيلية، 14 مايو 1964 – )
- راؤول زوريتا (شاعر تشيلي، 10 يناير 1950 – )
- روكي استيبان سكاربا (كاتب تشيلي، 26 مارس 1914[23] – 11 يناير 1995[23])
- ستيفانو غاليندو (لاعب كرة قدم تشيلي، 28 سبتمبر 1992[24] – )
- فيرناندو غونزاليس (لاعب كرة مضرب تشيلي، 29 يوليو 1980 – )
- كريستوفر توسيللي (لاعب كرة قدم تشيلي، 15 يونيو 1988[25] – )
- كريستيان غارين (لاعب كرة مضرب تشيلي، 30 مايو 1996 – )
- لورينزا إيزو (19 سبتمبر 1989[26] – )
- لويس جينكو (ممثل تشيلي، 12 ديسمبر 1962 – )
- مانويل بلغريني (16 سبتمبر 1953[27] – )
- ماوريسيو بينيا (لاعب كرة قدم تشيلي، 4 فبراير 1984[28] – )
- ميغيل ريفو (لاعب كرة قدم تشيلي، 21 يونيو 1981[29] – )

## وصلات خارجية
- موقع وزارة الخارجية الإيطالية
- موقع وزارة الخارجية التشيلية